# تپه نریشم ۴
تپه نریشم ۴ در شهرستان دامغان، بخش مرکزی، روستای نریشم واقع شده و این اثر در تاریخ ۱۲ بهمن ۱۳۸۱ با شمارهٔ ثبت ۷۳۵۰ به‌عنوان یکی از آثار ملی ایران به ثبت رسیده است.